# Kilbourne, Ohio
Kilbourne är en ort i Delaware County i delstaten Ohio, USA.